# Тартар
 Тази статия е за митологичното място.  За соса вижте Тартар (сос).  
Тартар (на гръцки: Τάρταρος) в древногръцката митология е един от първите богове и дълбока бездна, появила се от Хаос. Това е най-мрачното място в подземния свят, затвор за победените богове и титани, място за наказаните от боговете. В него е и Тифон и много други, провинили се пред боговете. Пред него пазят сторъките хекатонхейри. По-ниско е дори от царството на мъртвите Аменти.